# 김민성 (1982년)
김민성(한국 한자: 金旻聲, 1982년 5월 28일 ~ )은 대한민국의 전 축구 선수이며, 포지션은 미드필더였다.

## 클럽 경력
K리그 드래프트 2001을 통해 유망주를 수혈에 열을 올리던 김호 감독이 이끄는 수원 삼성 블루윙즈에 입단하였다. 김민성 선수는 대신고 출신 이여성, 조성환 선수와 함께 입단했으며, 동기로 김두현, 손승준 등 당시 고교 축구에서 뜨거운 유망주였던 선수들과 함께 큰 기대를 한 몸에 받으며  프로 무대에 입성하였다. 수원 입단 이후로 다른 선수들이 기회를 얻어 경기에 출전하였으나, 김 선수는 입단초기 큰 발목부상을 당해 재활을 통해 컨디션 회복을 하였으나 정상적인 폼이 올라오지 못해 리저브 선수에 그쳤다. 시즌 종료 후에는 안양 LG 치타스(현:FC서울)에 입단하였으나 안양에서도 허벅지 근육파열 부상으로 재활과 치료로 기회를 얻지 못하며  0경기 출전. 2003년에는 K2리그 소속의 KB국민은행 축구단으로 자리를 옮기기도 했지만 강릉시청 축구단, 할렐루야 축구단과 리그 경기에서 출전한 것이 전부였다. 이후 행적은 불분명하나 선수 생활을 정리한 것으로 보인다.